# Кантиверос, Мелиса
Мели́са Бунайо́г Кантиве́рос (исп. Melisa Bunayog Cantiveros; 6 апреля 1988, Генерал-Сантос, Южный Котабато, Филиппины) — филиппинская актриса, комедиантка, телеведущая и медийная персона.

## Биография
Мелиса Бунайог Кантиверос родилась 6 апреля 1988 года в Генерал-Сантосе (провинция Южный Котабато, Филиппины) в семье Дионсио и Вирджинии Кантиверос. У Мелисы есть два старших и один младший братья.
Мелиса окончила «Минданао Стейт Юниверсити — Дженерал Сантос».

## Карьера
В октябре 2009 года Мелисса к дому реалити-шоу «Большой брат» c 25 другими соседями. После 133 дней в шоу, Кантиверос собрала достаточно голосов, чтобы выйти в финал, в котором она в итоге выиграла, получив 1226675 голосов или 32,08 % от всех голосов. После окончания шоу она начала активно сниматься в кино и на телевидение и в настоящее время на её счету более 20-ти фильмах и телесериалах. Также вела несколько телепередач.

## Личная жизнь
С 9 декабря 2013 года Мелиса замужем за актёром Джейсоном Франциско (род.1987). У супругов есть дочь — Амелия Люсиль Франциско (род. 3 апреля 2014).